# Motherland: Fort Salem
Motherland: Fort Salem ist eine US-amerikanische Fantasy-Serie, die von Eliot Laurence erdacht wurde. Die Premiere der Serie fand am 18. März 2020 auf dem US-amerikanischen Kabelsender Freeform statt. Im deutschsprachigen Raum erfolgte die Erstveröffentlichung der Serie am 20. November 2020 beim Streamingdienst Prime Video. Die Serie schildert ein alternatives Universum, in dem Hexen in die Streitkräfte eingezogen werden und sich weitreichenden terroristischen Bedrohungen stellen müssen.

## Handlung
Die Serie handelt davon, dass seit Ende der Hexenverfolgung in den USA ein Bündnis zwischen Menschen und Hexen besteht, das die Töchter der Hexen für den Militärdienst verpflichtet. Im Zuge dessen werden sie in eigens eingerichteten und von Hexen geführten Ausbildungsstätten wie etwa dem Fort Salem unterrichtet, um ihre Kräfte für den Schutz der USA einzusetzen.
1692 schlossen die Hexen von Salem einen Pakt mit der Kolonie Massachusetts, der als Salemer Abkommen bekannt wurde. Darin wurde festgelegt, dass sie und alle ihre Nachkommen im Gegenzug für die Beendigung der Verfolgungen und Prozesse in die Streitkräfte eintreten müssen, um das Land zu verteidigen. Seitdem leisten die Hexen ihren obligatorischen Militärdienst in Fort Salem, wo die neuen Rekruten ausgebildet werden und von wo aus die Einsätze in Zusammenarbeit mit der Regierung geleitet werden, um weitreichende terroristische Bedrohungen zu bekämpfen.
Mehr als drei Jahrhunderte später gehören die drei jungen Hexen Abigail, Raelle und Tally zu den neuen Wehrpflichtigen, die die Grundausbildung für die Aufnahme in die Kriegsakademie absolvieren. Abigail, die aus der legendären Bellweather-Familie stammt, ist hin- und hergerissen zwischen der Ehre ihres Familiennamens und dem Versuch, sich auf eigene Faust einen Namen zu machen. Raelle Collar, eine talentierte Heilerin, deren Mutter vor kurzem im Kampf gefallen ist, gerät in einen Konflikt, wenn sie sich der Organisation anschließen soll, die ihre Soldaten in den Kampf schickt, ohne dass sie in dieser Hinsicht eine Wahl hat. Tally Craven schließlich ist eine Idealistin, die sich gegen den Willen ihrer Familie zum Militärdienst meldet, weil sie es für ihre Pflicht und Ehre hält, etwas gegen das wachsende Böse im Land zu unternehmen. Trotz ihrer Differenzen muss das Trio lernen, als Einheit zusammen zu trainieren, unter den wachsamen Augen von Drill-Sergeant Anacostia Quartermaine und der Aufsicht von General Sarah Alder.
In ihrer Freizeit kommt Raelle Scylla, einer mysteriösen Kadettin der Nekromantie (Totenbeschwörung), näher, mit der sie eine Liebesbeziehung beginnt. Doch schon bald beginnt Raelle, einen Verdacht gegen ihre Freundin zu hegen, die ihrer Vergangenheit sehr ausweichend gegenübersteht und dunkle Geheimnisse zu verbergen scheint.
Parallel dazu erreicht Adil, ein Mitglied der Tarim, eines kleinen, pazifistischen, nomadisierenden Hexenstammes, Fort Salem in der Hoffnung, seine Schwester Khalida vor einer fremdartigen Krankheit zu retten, die ihr eigenes Volk infiziert. Dieses Ereignis löst in Den Haag, in einem internationalen Militärrat der Hexen, zahlreiche Debatten über die Zukunft und das Überleben des Talim-Stammes aus einem sehr umstrittenen Teil der Welt aus. Das Schicksal von Adil, Khalida und ihrem ganzen Stamm verbindet sich anschließend mit dem der Bellweather-Einheit.
Unterdessen steigen in den USA die Spannungen zwischen Menschen und Hexen. Denn die Plage, eine militante Hexenorganisation, die sich gegen die Zwangsrekrutierung zum Militär auflehnt und Terroranschläge gegen die menschliche Bevölkerung durchführt, sorgt dafür, dass der rassistische Hass auf Hexen wächst. Während die Armee versucht, mit den Plage-Angriffen und Anti-Hexen-Demonstrationen fertig zu werden, muss sie sich mit einer neuen Bedrohung auseinandersetzen: der Camarilla, einer uralten Organisation von Hexenjägern, die vor vielen Jahren angeblich ausgelöscht wurde, nun aber wieder auftaucht.

## Besetzung und Synchronisation
Die deutsche Synchronisation entsteht nach den Dialogbüchern sowie unter der Dialogregie von Ulrich Johannson durch die Synchronfirma FFS Film- & Fernseh-Synchron GmbH in München.

### Hauptdarsteller
| Rolle                  | Schauspieler           | Hauptrolle (Folgen) | Nebenrolle (Folgen)  | Synchronsprecher         |
| ---------------------- | ---------------------- | ------------------- | -------------------- | ------------------------ |
| Raelle Collar          | Taylor Hickson         | 1.01–3.10           |                      | Marcia von Rebay         |
| Scylla Ramshorn        | Amalia Holm            | 1.01–3.10           |                      | Janina Dietz             |
| Anacostia Quartermaine | Demetria McKinney      | 1.01–3.10           |                      | Claudia Urbschat-Mingues |
| Tally Craven           | Jessica Sutton         | 1.01–3.10           |                      | Katharina Schwarzmaier   |
| Abigail Bellweather    | Ashley Nicole Williams | 1.01–3.10           |                      | Alina Freund             |
| General Sarah Alder    | Lyne Renée             | 2.01–3.10           | 1.01–1.04, 1.06–1.10 | Susanne von Medvey       |

### Nebendarsteller
| Rolle             | Schauspieler              | Nebenrolle (Folgen)   | Synchronsprecher    |
| ----------------- | ------------------------- | --------------------- | ------------------- |
| Petra Bellweather | Catherine Lough Haggquist | 1.01–                 | Claudia Jacobacci   |
| Willa Collar      | Diana Pavlovska           | 1.01, 1.10, 2.01–     |                     |
| Glory Moffett     | Annie Jacob               | 1.02–1.04, 1.06–1.10  | Leslie-Vanessa Lill |
| Libba Swythe      | Sarah Yarkin              | 1.02–1.04, 1.06–1.08  | Ilena Gwisdalla     |
| Gerit Buttonwood  | Kai Bradbury              | 1.03–1.05, 1.07, 1.09 |                     |
| Izadora           | Emilie Leclerc            | 1.04, 1.06–1.09       |                     |
| Adil              | Tony Giroux               | 1.06–1.10             | Arne Hörmann        |
| Khalida           | Kylee Brown               | 1.06–1.07, 1.09–1.10  |                     |

### Gastdarsteller
| Rolle                  | Schauspieler     | Gastrolle (Folgen) | Synchronsprecher |
| ---------------------- | ---------------- | ------------------ | ---------------- |
| Präsidentin Kelly Wade | Sheryl Lee Ralph | 1.02, 1.09, 2.03   | Dagmar Dempe     |
| Witchfather            | Nick E. Tarabay  | 1.03–1.04, 1.07    |                  |
| Charvel Bellweather    | Bernadette Beck  | 1.05, 2.04–2.05    |                  |
| Bridey                 | Naiah Cummins    | 1.06, 1.10         |                  |
| The Imperatrix         | Marci T. House   | 2.03               |                  |

## Charaktere

### Hauptrollen
Taylor Hickson als Raelle Collar, eine Hexe aus einer mindereren Hexenfamilie, die sich in Fort Salem einschreibt, aber ein überraschendes Potenzial für die Arbeit zeigt. Ihre Mutter wurde im Kampf getötet, während sich ihr Vater als Zivilist entpuppt, was verpönt ist.
Amalia Holm als Scylla, eine Kadettin im zweiten Jahr in Fort Salem, in die sich Raelle verliebt, die aber bei Fragen über ihre Vergangenheit ausweicht. Später stellt sich heraus, dass ihr Nachname Ramshorn ist. Ihre Eltern wurden getötet, weil sie sich dem Militärdienst entzogen hatten.
Demetria McKinney als Anacostia Quartermaine, ein knallharter Drill-Sergeant in Fort Salem.
Jessica Sutton als Tally Craven, eine Hexe, die sich trotz des Widerstands ihrer Mutter enthusiastisch in Fort Salem meldet, obwohl alle Tanten von Tally zuvor im Kampf gefallen sind.
Ashley Nicole Williams als Abigail Bellweather, eine stolze Rekrutin in Fort Salem, die aus der sagenumwobenen Bellweather-Hexenfamilie stammt.
Lyne Renée als Sarah Alder (Staffeln 2–3; wiederkehrend), die kommandierende Generalin der Hexenstreitkräfte der Vereinigten Staaten und Leiterin von Fort Salem. Sie ist Hunderte von Jahren alt, da sie vor 300 Jahren das Salem-Abkommen ausgehandelt hat, erscheint aber in der Gegenwart als eine Frau in ihren 40ern.

## Episodenliste

### Staffel 1
| Nr. (ges.) | Nr. (St.) | Deutscher Titel          | Originaltitel      | Erstausstrahlung (USA) | Deutschsprachige Erstveröffentlichung (D/A/CH) | Regie             | Drehbuch                        |
| ---------- | --------- | ------------------------ | ------------------ | ---------------------- | ---------------------------------------------- | ----------------- | ------------------------------- |
| 1          | 1         | Sag die Worte nicht      | Say the Words      | 18. März 2020          | 20. Nov. 2020                                  | Steven A. Adelson | Eliot Laurence                  |
| 2          | 2         | Meine Hexen              | My Witches         | 25. März 2020          | 20. Nov. 2020                                  | Steven A. Adelson | Eliot Laurence                  |
| 3          | 3         | Generalversammlung       | A Biddy's Life     | 1. Apr. 2020           | 20. Nov. 2020                                  | Amanda Tapping    | Brian Studler                   |
| 4          | 4         | Beltane                  | Hail Beltane       | 8. Apr. 2020           | 20. Nov. 2020                                  | Haifaa Al Mansour | Christopher Oscar Peña          |
| 5          | 5         | Leuchtturm am Strand     | Bellweather Season | 15. Apr. 2020          | 20. Nov. 2020                                  | MJ Bassett        | Joy Kecken                      |
| 6          | 6         | Oben ist unten           | Up is Down         | 22. Apr. 2020          | 20. Nov. 2020                                  | Rebecca Johnson   | Maria Maggenti                  |
| 7          | 7         | Mutter Myzel             | Mother Mycelium    | 29. Apr. 2020          | 20. Nov. 2020                                  | Shannon Kohli     | Nicole Avenia & Nikki McCauley  |
| 8          | 8         | Citydrop                 | Citydrop           | 6. Mai 2020            | 20. Nov. 2020                                  | David Grossman    | Eli Edelson & Joy Kecken        |
| 9          | 9         | Die Rede der Präsidentin | Coup               | 13. Mai 2020           | 20. Nov. 2020                                  | Steven A. Adelson | Eliot Laurence & Maria Maggenti |
| 10         | 10        | Hexenbombe               | Witchbomb          | 20. Mai 2020           | 20. Nov. 2020                                  | Steven A. Adelson | Eliot Laurence                  |

### Staffel 2
| Nr. (ges.) | Nr. (St.) | Deutscher Titel                     | Originaltitel                 | Erstausstrahlung (USA) | Deutschsprachige Erstveröffentlichung (D/A/CH) | Regie            | Drehbuch                       |
| ---------- | --------- | ----------------------------------- | ----------------------------- | ---------------------- | ---------------------------------------------- | ---------------- | ------------------------------ |
| 11         | 1         | Von unserem Blute                   | Of the Blood                  | 22. Juni 2021          | 18. Okt. 2021                                  | Amanda Tapping   | Eliot Laurence                 |
| 12         | 2         | Gräuel                              | Abomination                   | 29. Juni 2021          | 18. Okt. 2021                                  | Amanda Tapping   | Brian Studler                  |
| 13         | 3         | Eine Tiffany                        | A Tiffany                     | 6. Juli 2021           | 18. Okt. 2021                                  | Shannon Kohli    | Kay Reindl & Erin Maher        |
| 14         | 4         | Nicht unsere Töchter                | Not Our Daughters             | 13. Juli 2021          | 18. Okt. 2021                                  | Nimisha Mukerji  | Bryan Q. Miller                |
| 15         | 5         | Hexenfinger                         | Brianna's Favorite Pencil     | 20. Juli 2021          | 18. Okt. 2021                                  | Jason Stone      | Nicole Avenia                  |
| 16         | 6         | Meine drei Dads                     | My 3 Dads                     | 27. Juli 2021          | 18. Okt. 2021                                  | Jem Garrard      | Eli Edelson                    |
| 17         | 7         | Unwiderruflich                      | Irrevocable                   | 3. Aug. 2021           | 18. Okt. 2021                                  | Shannon Kohli    | KD Dávila & Will J. Watkins    |
| 18         | 8         | Besessen                            | Delusional                    | 10. Aug. 2021          | 18. Okt. 2021                                  | Kimani Ray Smith | Kay Reindl & Erin Maher        |
| 19         | 9         | Mutter von allen, Mutter von keinem | Mother of All, Mother of None | 17. Aug. 2021          | 18. Okt. 2021                                  | David Frazee     | Bryan Q. Miller                |
| 20         | 10        | Revolution, Teil 1                  | Revolution, Part 1            | 24. Aug. 2021          | 18. Okt. 2021                                  | Amanda Tapping   | Eliot Laurence & Brian Studler |

### Staffel 3
| Nr. (ges.) | Nr. (St.) | Deutscher Titel                          | Originaltitel                  | Erstausstrahlung (USA) | Deutschsprachige Erstveröffentlichung (D/A/CH) | Regie          | Drehbuch                       |
| ---------- | --------- | ---------------------------------------- | ------------------------------ | ---------------------- | ---------------------------------------------- | -------------- | ------------------------------ |
| 21         | 1         | Homo Cantus                              | Homo Cantus                    | 21. Juni 2022          | 18. Jan. 2023                                  | Amanda Tapping | Eliot Laurence                 |
| 22         | 2         | Das neue Hauptziel                       | The Price of Work              | 28. Juni 2022          | 18. Jan. 2023                                  | Amanda Tapping | Eliot Laurence & Brian Studler |
| 23         | 3         | Sie ist wieder da                        | Oh Elayne…                     | 5. Juli 2022           | 18. Jan. 2023                                  | Jem Garrard    | Eliot Laurence & Eli Edelson   |
| 24         | 4         | Fröhliches Julfest!                      | Happy Yule!                    | 12. Juli 2022          | 18. Jan. 2023                                  | Shannon Kohli  | Eliot Laurence & Nicole Avenia |
| 25         | 5         | Die Cession tagt                         | Cession in Session             | 19. Juli 2022          | 18. Jan. 2023                                  | Jacquie Gould  | Eliot Laurence                 |
| 26         | 6         | Der Buch-Club                            | Book Club                      | 26. Juli 2022          | 18. Jan. 2023                                  | Shannon Kohli  | Eliot Laurence                 |
| 27         | 7         | Sie kehrt zurück                         | She Returns                    | 2. Aug. 2022           | 18. Jan. 2023                                  | David Frazee   | Eliot Laurence & Eli Edelson   |
| 28         | 8         | Petras Lieblingsstift                    | Petra’s Favorite Pen           | 9. Aug. 2022           | 18. Jan. 2023                                  | Jem Garrard    | Eliot Laurence & Nicole Avenia |
| 29         | 9         | Aber ich habe nicht einmal ein Kleid ... | But I Don’t Even Have A Dress… | 16. Aug. 2022          | 18. Jan. 2023                                  | David Frazee   | Eliot Laurence & Brian Studler |
| 30         | 10        | Revolution, Teil 2                       | Revolution Part 2              | 23. Aug. 2022          | 18. Jan. 2023                                  | Amanda Tapping | Eliot Laurence                 |

## Rezeption
Die Serie wurde gemischt positiv aufgenommen. Auf Rotten Tomatoes erhält sie eine Zustimmungsrate von 76 %, basierend auf 16 Rezensionen. Gelobt wird dabei die Besetzung sowie die Inszenierung, die allerdings teils zu überfrachtet sei.